# Молитва Иисуса, сына Сирахова
Моли́тва Иису́са, сы́на Сира́хова — цитата из библейской дофарисейской Книги Премудрости Иисуса, сына Сирахова (Книги бен Сиры) (ספרי בן סירא‎), написанной для грекоязычной общины евреев Александрии. В этой молитве содержится большинство благословений молитвы «Амида» вместе с благословениями до и после Шма. В молитве отсутствует благословение ο воскресении мёртвых, 2-е благословение молитвы «Амида», и вообще всякое фарисейское верование.
Ведутся споры о времени написания книги и составления молитвы.

## Описание
Молитва Иисуса, сына Сирахова имеет сходство с молитвой «Хавинену». Содержит молитву об Иерусалиме и Храме (13-е и 16-е благословения молитвы «Амида»). Стих 5 является комментарием на 11-е благословение молитвы «Амида», и парафраз стиха «обрати нас к Тебе, Господи, и мы обратимся; обнови дни наши, как древле» (Плач. 5:21). Иисус Сирахов молился о восстановлении Суда Божьего (как в Исх. 12:12; Чис. 33:4; Иез. 25:11), вместо просьбы об иудейских судьях (11-е благословение молитвы «Амида»).